# Karina Kuregian
Karina Kuregian (ur. 5 marca 1974) – ormiańska tenisistka, medalistka letniej uniwersjady.

## Kariera tenisowa
W karierze wygrała siedem turniejów deblowych rangi ITF. 9 listopada 1992 zajmowała najwyższe miejsce w rankingu singlowym WTA Tour – 420. pozycję, natomiast 5 października 1992 osiągnęła najwyższą lokatę w deblu – 198. miejsce.
W 1993 roku w Buffalo zdobyła srebrny medal w konkurencji gry mieszanej podczas letniej uniwersjady. Jej partnerem był Sarkis Sarksjan.
W latach 1993–1996 występowała w rozgrywkach akademickich jako reprezentantka Kansas State University. Brała udział i wygrywała w turniejach organizowanych przez Intercollegiate Tennis Association, w 1994 otrzymała tytuł debiutantki roku dla regionu centralnego. Występowała również w zawodach National Collegiate Athletic Association.

## Wygrane turnieje rangi ITF
| turnieje z pulą nagród 100 000 $ |
| turnieje z pulą nagród 80 000 $  |
| turnieje z pulą nagród 60 000 $  |
| turnieje z pulą nagród 25 000 $  |
| turnieje z pulą nagród 15 000 $  |
| turnieje z pulą nagród 10 000 $  |

### Gra podwójna
|    | Data       | Turniej         | Naw.    | Partnerka      | Przeciwniczki                       | Wynik         |
| 1. | 08/09/1991 | Burgas          | Twarda  | Aida Chalatjan | Marija Marfina Swietłana Komlewa    | 6:4, 6:2      |
| 2. | 24/11/1991 | Ben Aknoun      | Twarda  | Aida Chalatjan | Lea Ghirardi Raphaella Liziero      | 6:4, 6:2      |
| 3. | 01/12/1991 | Bachdjerrah     | Twarda  | Aida Chalatjan | Natalija Czasowa Nadieżda Strelcowa | 7:6(3), 6:2   |
| 4. | 08/03/1992 | Ramat ha-Szaron | Twarda  | Aida Chalatjan | Virginia Humphreys-Davies Jane Wood | 6:4, 3:6, 6:4 |
| 5. | 24/05/1992 | San Severino    | Ceglana | Aida Chalatjan | Manuela Bargis Stefania Indemini    | 6:3, 6:0      |
| 6. | 13/09/1992 | Warna           | Ceglana | Marija Marfina | Nelly Barkan Aida Chalatjan         | 6:4, 6:4      |
| 7. | 20/09/1992 | Sofia           | Ceglana | Kirrily Sharpe | Galja Angełowa Ljubomira Baczewa    | 7:6, 6:2      |